# Jurovski Brod
Jurovski Brod es una localidad de Croacia en el municipio de Žakanje, condado de Karlovac.

## Geografía
Se encuentra a una altitud de 142 m s. n. m. a 83 km de la capital nacional, Zagreb.

## Demografía
En el censo 2011, el total de población de la localidad fue de 184 habitantes.
| Gráfica de población de Jurovski Brod 1857-2011                     |
|                                                                     |
| Según los censos de población de la oficina estadística de Croacia. |